# Góra Sowiecka
Góra Sowiecka (ros. гора советская) – najwyższy szczyt Wyspy Wrangla na Dalekiej Północy Rosji. Osiąga 1096 lub 1097 m n.p.m. Znajduje się w środkowej części wyspy. Po raz pierwszy góra opisana została przez kapitana statku wielorybniczego Thomasa Longa w 1867 jako wyglądająca na wygasły wulkan. Szczyt nazwany został w 1881 roku szczytem Berry’ego (ang. Berry Peak) dla upamiętnienia badacza Arktyki Roberta Mallory Berry’ego, który wówczas wylądował na wyspie. Wysokość szczytu została wówczas, błędnie jak się później okazało, oszacowana na 760 m n.p.m. W 1938 góra została zbadana, zmierzona i przemianowana przez ekspedycję Akademii Nauk ZSRR. Na górze nie ma lodowców, choć w dolinach gromadzi się śnieg. Góra pozbawiona jest roślinności, stanowi pustynię polarną, tylko w niższych położeniach występuje tundra mszysto-porostowa.